# Tricentrus pieli
Tricentrus pieli är en insektsart som beskrevs av William D. Funkhouser 1934. Tricentrus pieli ingår i släktet Tricentrus och familjen hornstritar. Inga underarter finns listade i Catalogue of Life.